# Perreux (Yonne)
Pour les articles homonymes, voir Perreux.
Perreux est une ancienne commune française, située dans le département de l'Yonne en région Bourgogne-Franche-Comté, devenue, le 1er janvier 2016, une commune déléguée de la commune nouvelle de Charny Orée de Puisaye.

## Géographie

### Localisation
Perreux se situe sur une ligne droite entre Charny à 5 km au nord-ouest et Auxerre à 30 km au sud-est.
Le village est desservi par la D 208 reliant Marchais-Béton à La Ferté-Loupière et la D 57 allant de Saint-Martin-sur-Ouanne à Sommecaise.
La sortie  18 de l'A6 (autoroute du Soleil) est à Sépeaux, à 11 km au nord-est de Perreux.

### Hydrographie

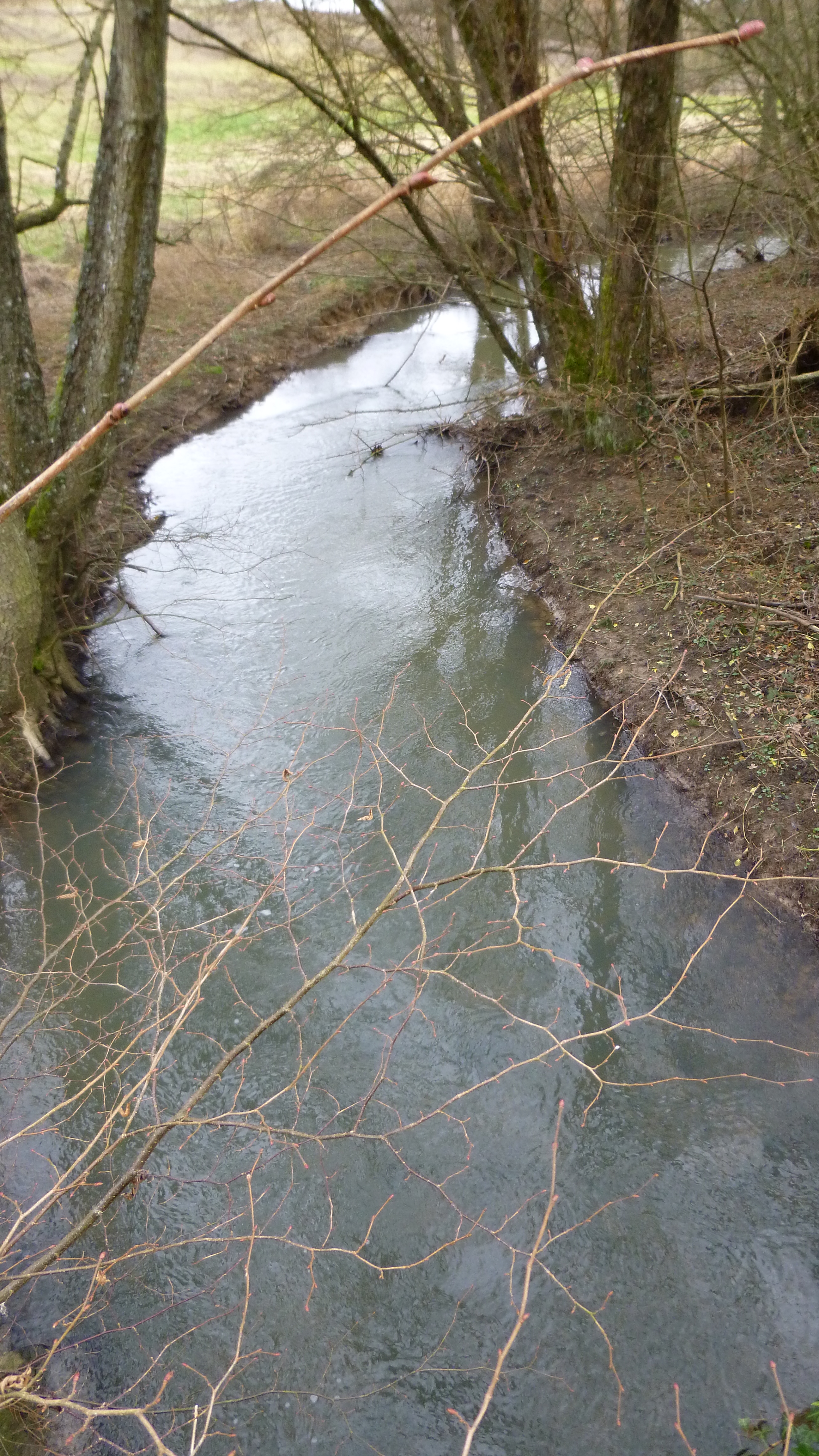
Le Péruseau aux Bonnins, 50 m après sa confluence avec le ru des Josselins

Le ru des Pierres devient le Péruseau sur la commune, après réception en rive droite de son affluent le ru des Morisois.
Son autre affluent, le ru des Josselins, prend naissance sur la commune, passe sur le territoire de Charny, et revient sur Perreux aux Bonnins pour ses derniers mètres avant sa confluence en rive droite avec le Péruseau.
Dans le sud de la commune, le réseau hydrographique du futur Péruseau inclut dans le bois Blanc l'étang de Brion de plus de deux hectares, et un autre étang d'un peu plus de 1/2 hectare. Le bois des Levrats, juste à côté, a deux étangs d'environ 1,7 ha et un peu plus de 1/2 hectare respectivement.
Les sources sont nombreuses, ainsi que les terrains humides. Il est fréquent de voir des plantations de peupliers dans les fonds de vallée. Ces arbres et les prairies de fauche ou de pâture y sont les seules occupations du sol appropriées du fait des crues et inondations d'hiver, qui font partie intégrante du cycle saisonnier.

Cours d'eau sur Perreux :
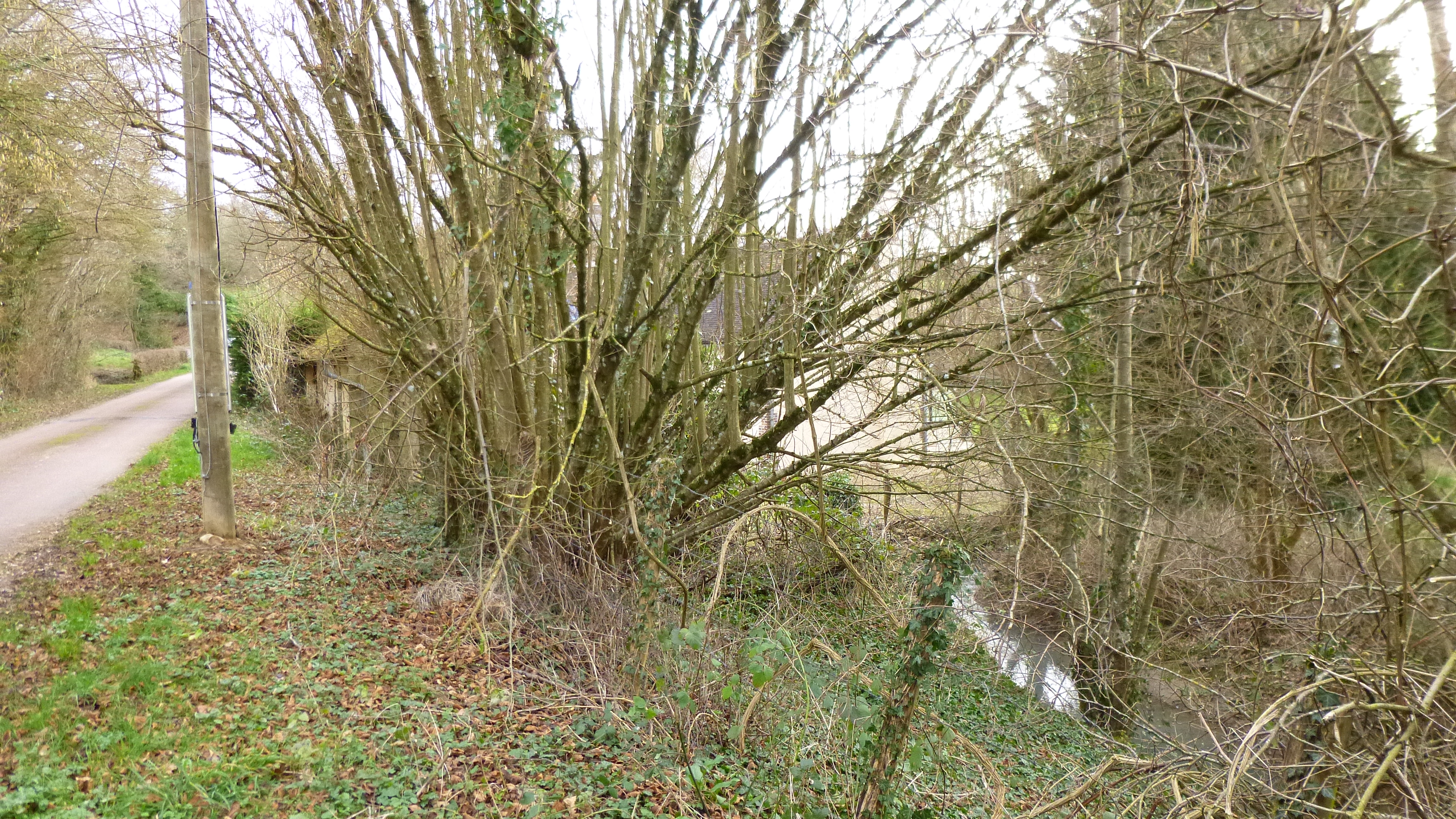
Le ru des Morisois au Petit Moulin
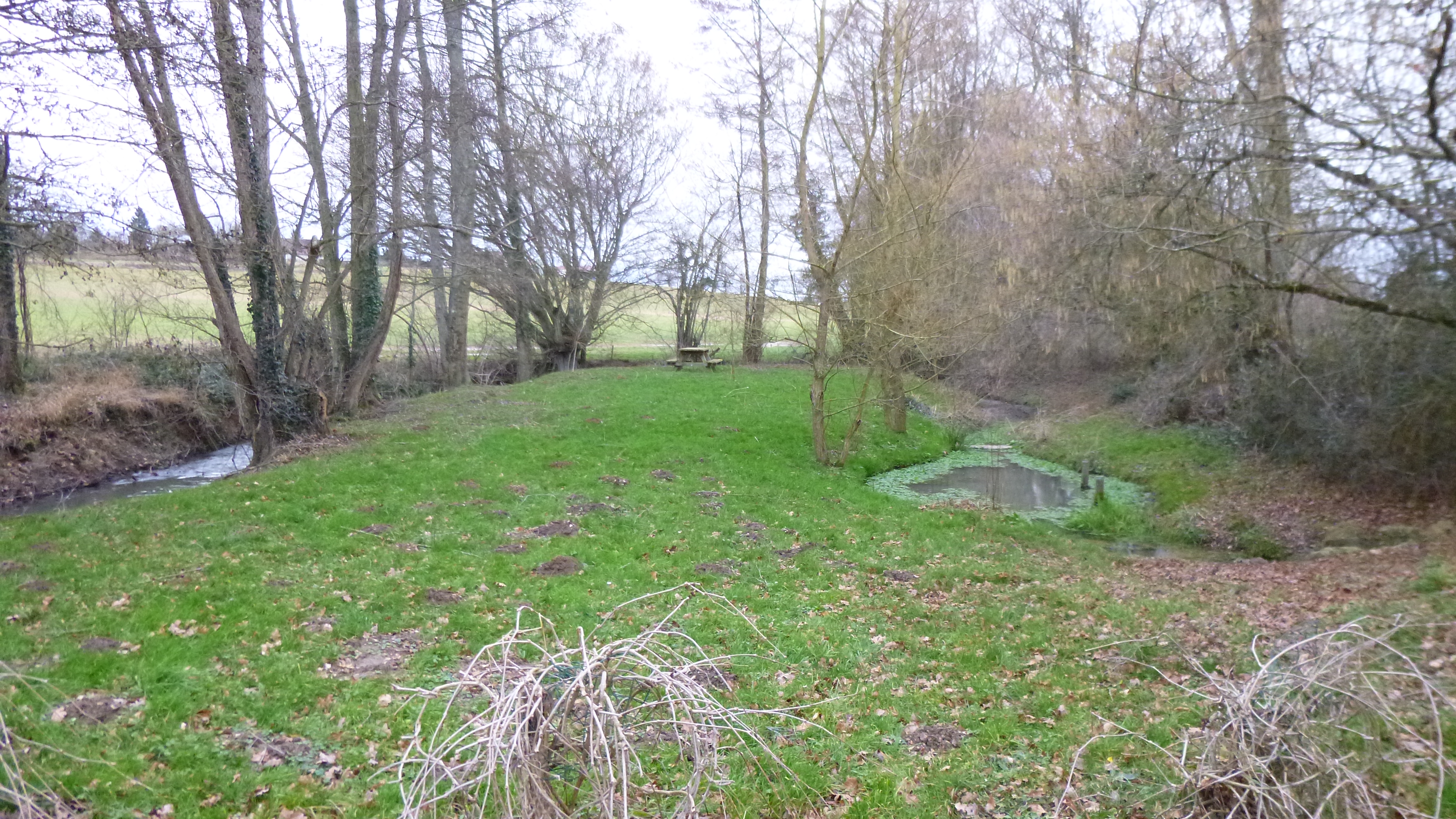
Le ru des Pierres à la source du moulin de la Coudre

### Lieux-dits et écarts
Les lieux-dits suivis d'une astérisque sont situés à l'écart de la route indiquée.
A
- L'Auberge,               Rte de Saint-Denis-sur-Ouanne (D 208)

B
- Les Beaussons*,          Rte de Prunoy
- Les Bédins*,             Rte de Prunoy
- Les Besnards,            Rte de Buhors
- Les Boisseaux*,          Rte de La Ferté (D 208)
- La Bourdinerie,          Rte de Sommecaise (D 57)
- Brion*,                  Rte de Grandchamp par les Girandes
- Les Buhors,              Rte de Buhors

C
- Les Catelineries,        Rte de La Ferté (D 208)
- Les Coiffards*,          Rte de La Ferté (D 208)
- La Coudre,               Rte de Sommecaise (D 57)
- Le Moulin de la Coudre*, Rte de Sommecaise (D 57)
- La Petite Coudre,        Rte de Sommecaise (D 57)

D
- Les Débats,              Rte de La Ferté (D 208)
- Les Delomas*,            Rte de Saint-Denis-sur-Ouanne (D 208)

E
- L'Ermite*,               Rte de Grandchamp par les Girandes

F
- Les Fertés*,             Rte de Prunoy
- Frécambault*,            Rte de La Ferté (D 208)

G
- Les Garniers,            Rte de Prunoy
- Les Girandes,            Rte de Grandchamp par les Girandes
- Les Gravereaux,          Rte de Buhors
- Les Guilloux*,           Rte de Buhors

H
- Les Buhors*,             Rte de Buhors

J
- Les Joubins,             Rte de La Ferté (D 208)

L
- La Lucaserie*,           Rte de Prunoy

M
- Château de Montigny,     Rte de Saint-Martin-sur-Ouanne (D 57)

P
- La Panetterie,           Rte de Sommecaise (D 57)
- Les Pantouches*,         Rte de Grandchamp par les Girandes

R
- Château de Rablay*,      Rte de Charny (D 120)
- Les Ragots*,             Rte de Buhors
- Les Roys,                Rte de Grandchamp par les Girandes

S
- Les Saules*,             Rte de Prunoy
- La Sauvagère,            Rte de Buhors

T
- Les Tignys*,             Rte de Saint-Denis-sur-Ouanne (D 208)

### Communes limitrophes

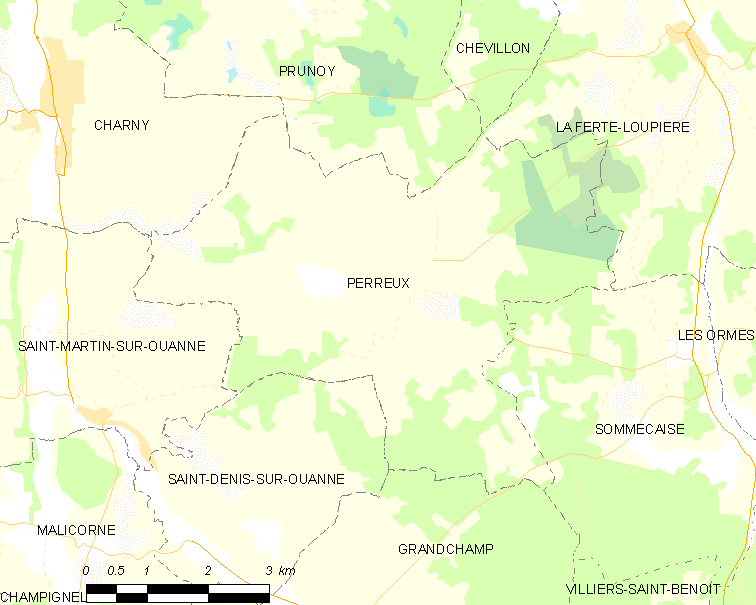
Les communes voisines

## Histoire

### Moyen Âge
Paroisse
L'érection en paroisse de Perreux, dont l'église est placée sous le vocable de Notre Dame, est postérieure à l'établissement d'une liste d'églises de l'archidiaconé du Sénonais datant du XIe siècle,. Cette paroisse appartenait dans l'ancienne France au doyenné de Courtenay, l'un des cinq doyennés de l'archidiaconé de Sens, lui-même l'un des cinq archidiaconés de l'archidiocèse de Sens. Ce doyenné de Courtenay s'étendait depuis Gron et Egriselles-le-Bocage au nord, jusqu'à Branches, Dracy et Tannerre au sud, ces derniers villages formant la limite entre l'archidiocèse et l'évêché d'Auxerre. À l'ouest d'une ligne Dicy-Chêne-Arnoult, s'étendait l'archidiaconé du Gâtinais.
Chapelle de château de Perreux
Guillaume de Dicy, seigneur de Villefranche et de Perreux, terres provenant de son domaine patrimonial, qui fut trésorier du roi Charles le Bel en 1326, obtint en 1335 l'autorisation de construire une chapelle dans son château de Perreux et fit amortir une rente pour doter cette fondation. Il était le fils de Pierre, conseiller de Philippe le Bel.
La Coudre
Le territoire de la paroisse de Perreux abrite de nombreuses seigneuries dont la plus importante est La Coudre car son manoir est le siège de l'une des deux châtellenies de La Ferté-Loupière. Il ne reste de ce manoir que de grands fossés dans les bois de Beauchamp. Parmi les seigneurs-châtelains de La Coudre (avec Villiers-sur-Tholon) figurent au XVIe siècle, et par acquisition, les Clermont-Gallerande. Les fiefs de Perreux qui dépendaient de cette châtellenie étaient Fricambault, possédé par les seigneurs des Pinabeaux depuis 1493, Morisois, Glatigny, le hameau de la Coudre, Mouchard et Les Hâtes (renommées Montigny au XVIIe siècle). D'autres fiefs sis à Perreux dépendaient de l'autre châtellenie, celle qui avait son siège à La Ferté-Loupière même : la prévôté (ou justice) des Hâtes et Fontaine l'Hermite.
Le fief de [La] Fontaine [à] l'Ermite était tenu du comte de Joigny, Louis de Noyers, par Guillaume Le Blanc, écuyer, et déclaré pour 10 livres de rente par ledit comte dans son aveu et dénombrement de 1394 rendu à Charles VI au titre du comté de Champagne. Au XVIe siècle, il est possédé par Jeanne des Barres puis son fils Jacques de Crèvecœur. Il passa ensuite aux Courtenay puis aux Montigny.
Après la peste noire qui sévit en 1349, c'est le capitaine anglais Robert Knolles qui depuis la forteresse voisine de Malicorne ravage la région entre 1358 et 1360 et brûle l'église de Perreux. Il faudra plusieurs générations avant que Perreux ne se repeuple.
Les Hâtes
La seigneurie des Hâtes, qui deviendra Montigny, était aux XIVe et XVe siècles partagée entre les seigneurs des Pinabeaux qui en possédaient les trois quarts et le seigneur de Charny. La première dame des lieux connue est Jeanne Garreau, qui apporte les Pinabeaux et les Hâtes à son époux, Guillaume de Fillemain, capitaine de Château-Renard (Loiret) pour le compte de Charles, duc d'Orléans et de Valois. Les Hâtes, comme les Pinabeaux, sont ensuite vendus en 1447 par Guillaume de Fillemain à Pierre Le Masle, écuyer, lequel revend dès 1454 à Étienne Martinet. On peut supposer que le quart manquant avait été échangé contre un abri dans l'enceinte fortifiée de Charny, constituant le fief « volant » dit des Pinabeaux-Charny qui subsistera jusqu'à la Révolution. Cet échange pouvait bien avoir résulté de la destruction très probable des châteaux des Pinabeaux et des Hâtes soit par Robert Knowles, soit par les routiers des partis Armagnacs ou Bourguignons au début du XVe siècle.
Jean de Martinet (-1524), fils d'Étienne, partage ses grands biens entre ses cinq enfants, dont Blanche qui reçoit la moitié des Hâtes. Épouse en 1521 de Guillaume de Montigny (cf. Geneanet : Généalogie d'Etienne et Marie Vallery-Radot), elle fixe à Perreux pour trois siècles cette famille champenoise originaire du diocèse de Troyes.
Rablay
Au nord-ouest du village se cache derrière un boqueteau le discret manoir de Rablay, fief probable de la châtellenie de Charny.

### XVIIIesiècle
La Grande Mademoiselle, duchesse de Montpensier, donne le village de Perreux (Yonne) à Philippe de Montigny (famille champenoise, issue en lignée féminine des Martinet comme on vient de le voir) en échange de sa terre de Planez en Champagne. Philippe, arrière-arrière-petit-fils de Blanche et Guillaume, capitaine des gardes au régiment de Longueville et maître d'hôtel ordinaire du roi, devenu seigneur de Perreux, est créé comte de Montigny. Il construit à 1 km de l'ancienne demeure seigneuriale des Hastes un nouveau château qu'il appelle Montigny, donnant le nom de petit Montigny à l'ancien manoir.
Son arrière-petit-fils Guillaume-Antoine, marquis de Montigny, seigneur de Perreux, de Fontaine l'Hermite, du Petit Montigny, de Brion, Beauchamp, Glatigny (paroisse de Perreux), Ponessant (paroisse de Saint-Martin), les Brossards (paroisse de Grandchamp : voir à cet article), Drouilly (paroisse des Hayes), et La Touche-Hersant en Dunois, est également vicomte héréditaire de Dreux (voir l'article Châteauneuf). Gentilhomme ordinaire du roi et écuyer de Sa Majesté, il est attaché en cette qualité à Madame Victoire Louise Marie Thérèse de France, fille de Louis XV.
Le 21 janvier 1754, le marquis vend le château maternel de la Touche-Hersant, qu'il habitait, à Julien-Louis Dugué, mousquetaire du roi, et s'installe au château de Montigny. Pour parfaire son domaine, il achète en 1768 à Anne-Marie-Madeleine de Jordy de Cabanac, fille de Guy de Jordy et petite-cousine de François de Jordy (voir à cet article), comtesse de Laffemas en 1762 par son 2° mariage avec son cousin issu de germain Léonor-Charles Courtin (de Tanqueux), comte de Laffemas (1736-1805 ; arrière-petit-fils de Germain Courtin et Catherine de Laffemas ; cf. Racines&Histoire : Courtin, p. 10 et 14), les Pinabeaux, Fricambault et les Terres Franches, seigneuries et terres qui avaient d'ailleurs appartenu à son ancêtre à la 8e génération Jean de Martinet ci-dessus.
Il gère son domaine dans l'esprit des physiocrates, crée de nouveaux chemins de desserte, une ferme modèle et fonde une tuilerie et une faïencerie.
Arrive la Révolution. Le marquis est signataire de la « Protestation des gentilshommes de Puisaye contre le décret du 19 juin 1790 supprimant la noblesse ». Quoiqu'il donne du travail aux habitants de la commune de Perreux, il doit malgré tout se défendre contre les Jacobins locaux. Sous la Terreur (1794), âgé de 78 ans, il est emprisonné à Joigny. Quand il rentre à Montigny, l'entreprise est ruinée et beaucoup de biens sont détruits. Mais le vieil aristocrate sauve son château. Il meurt le 4 mai 1799 (15 floréal an VII), peut-être assassiné par son valet à qui il avait légué sa garde-robe.

### XIXesiècle
En 1836 Gaston-Louis-Joseph de Montigny, son petit-fils, est en proie à de graves difficultés financières. Il s'est endetté en tentant de relancer la faïencerie sans succès et en rachetant les Pinabeaux à son cousin germain. Aussi doit-il se résoudre à vendre Montigny à Ludovic-Omer, marquis d'Étampes-Mauny (1795-1875 ; fils de Louis-Omer (1763-1833)), dont la femme, Blanche de Thiard, fille d'Auxonne de Thiard, est issue d'une famille auxerroise (cf. Geneanet : Généalogie de François de Surville). À sa mort en 1875, le château passe à son second fils Théodose, puis à la belle-famille de celui-ci, les Durand de Beauregard. Ces derniers vendent le domaine un peu avant la guerre 1914 à un industriel pied-noir, M de Maniquet, qui le revend en 1931.

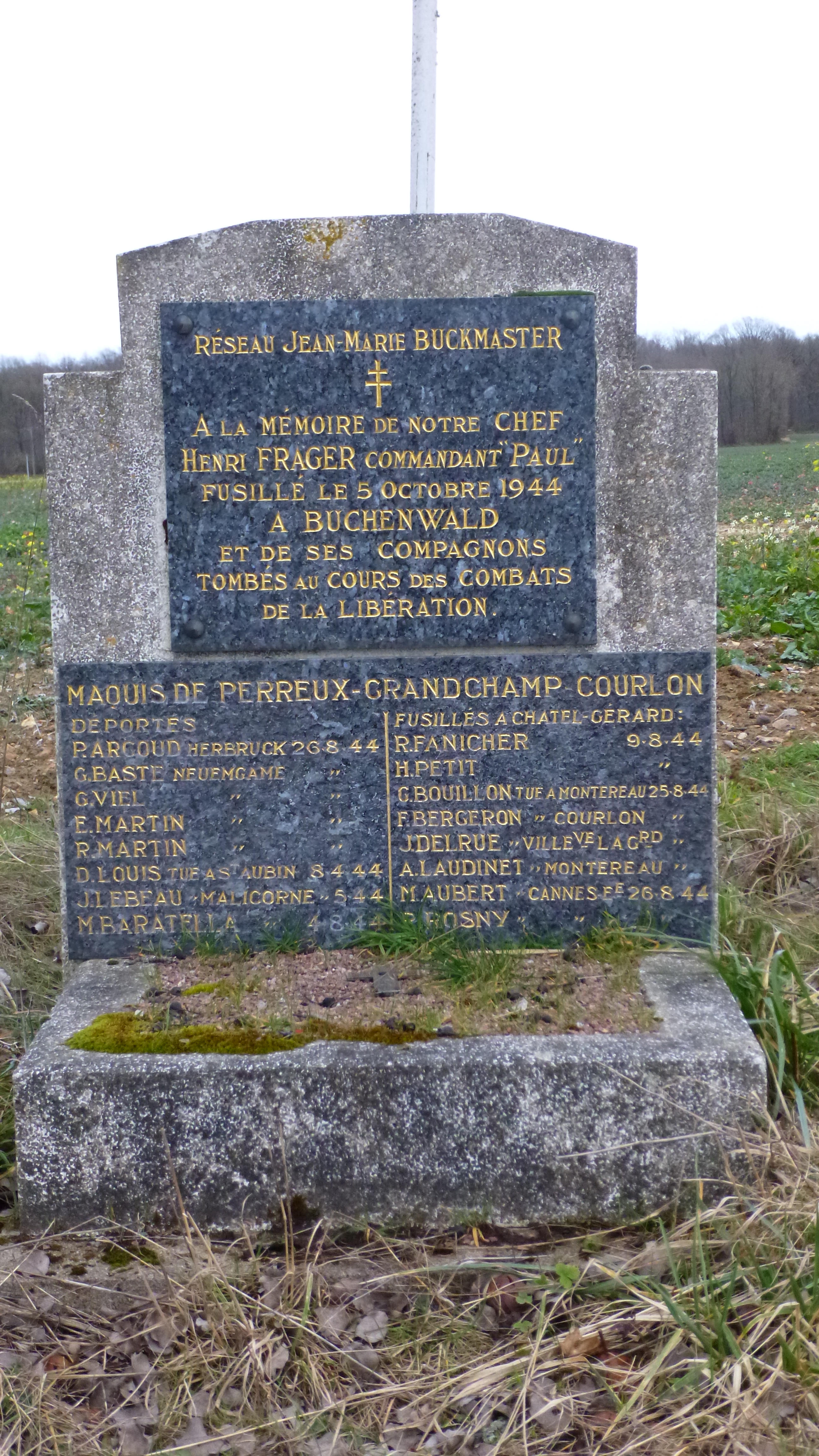
Stèle, route Perreux-Grandchamp. En mémoire de Henri Frager et compagnons, maquis Perreux-Grandchamp-Courlon

Après 1817, la paroisse est rattachée à l'archiprêtré de Joigny et au doyenné de Charny.

### XXesiècle
Une phase dramatique de la Résistance se joue à côté de l'Hermite, dans une fermette où s'est installé le P.C. du réseau Jean-Marie, du commandant Paul (Henri Frager). Font également partie de ce groupe un officier anglais, le capitaine Thomson, et Margaret Snight, agent de renseignement de l'Intelligence Service. Le 25 juin 1944, un fermier donne l'alerte à l'aube ce qui permet une évacuation rapide vers la Petite Vacherie (Saint-Denis-sur-Ouanne), ferme abandonnée et bien connue comme lieu de parachutages. La Petite-Hermite est cernée par les troupes allemandes et brûlée et la ferme de l'Hermite, à 150 m environ, est saccagée.
Peu après la seconde guerre, le château de Montigny devient le site de la colonie de vacances de Villemomble. Il est vendu en 1971 à M. de Pontbriand puis en 1983 à Mme Françoise Bazin qui le revend bientôt M. Jean-Marie Musy, ambassadeur de l'Ordre de Malte à Madrid.

## Politique et administration

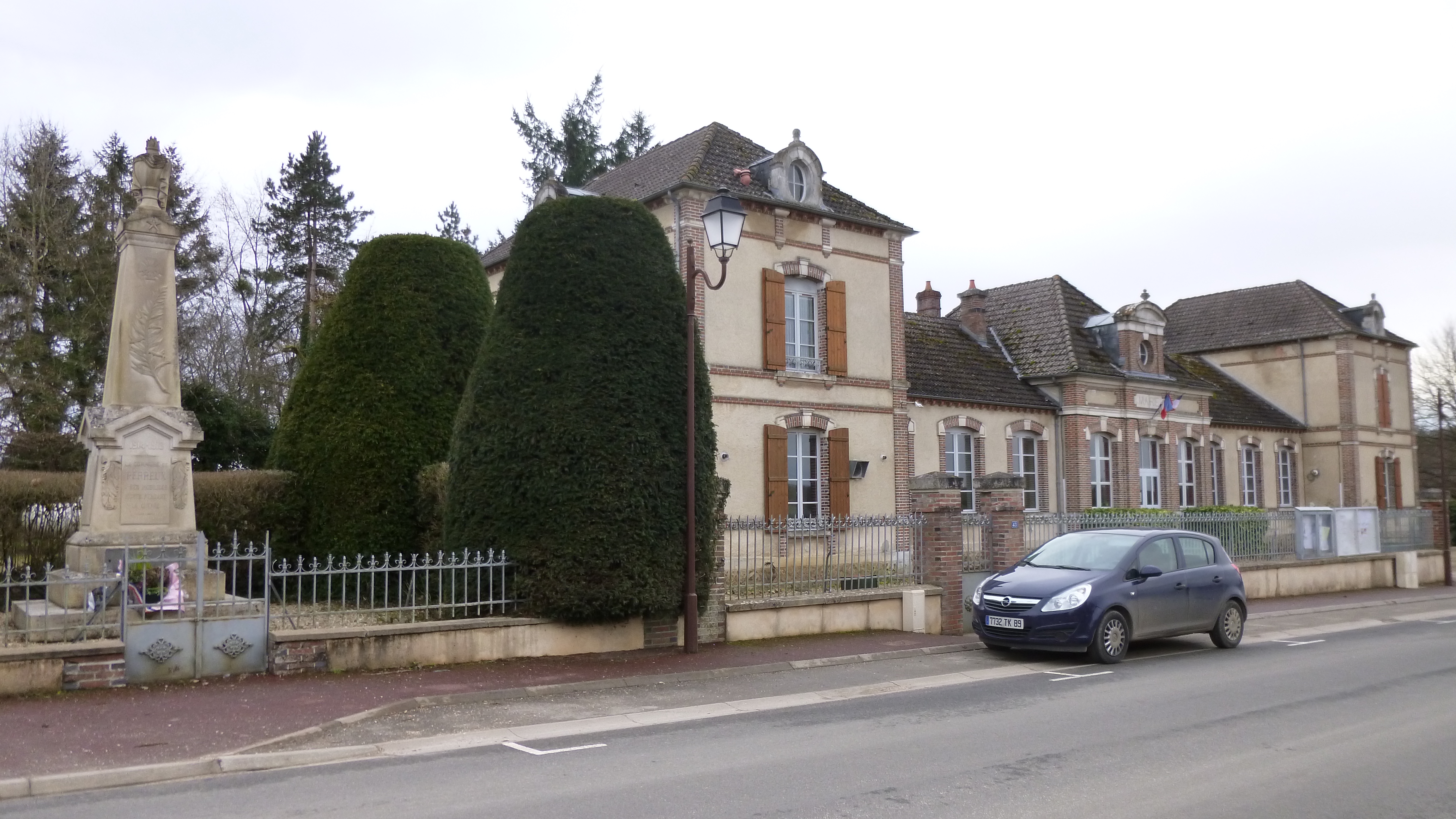
Mairie et monument aux morts

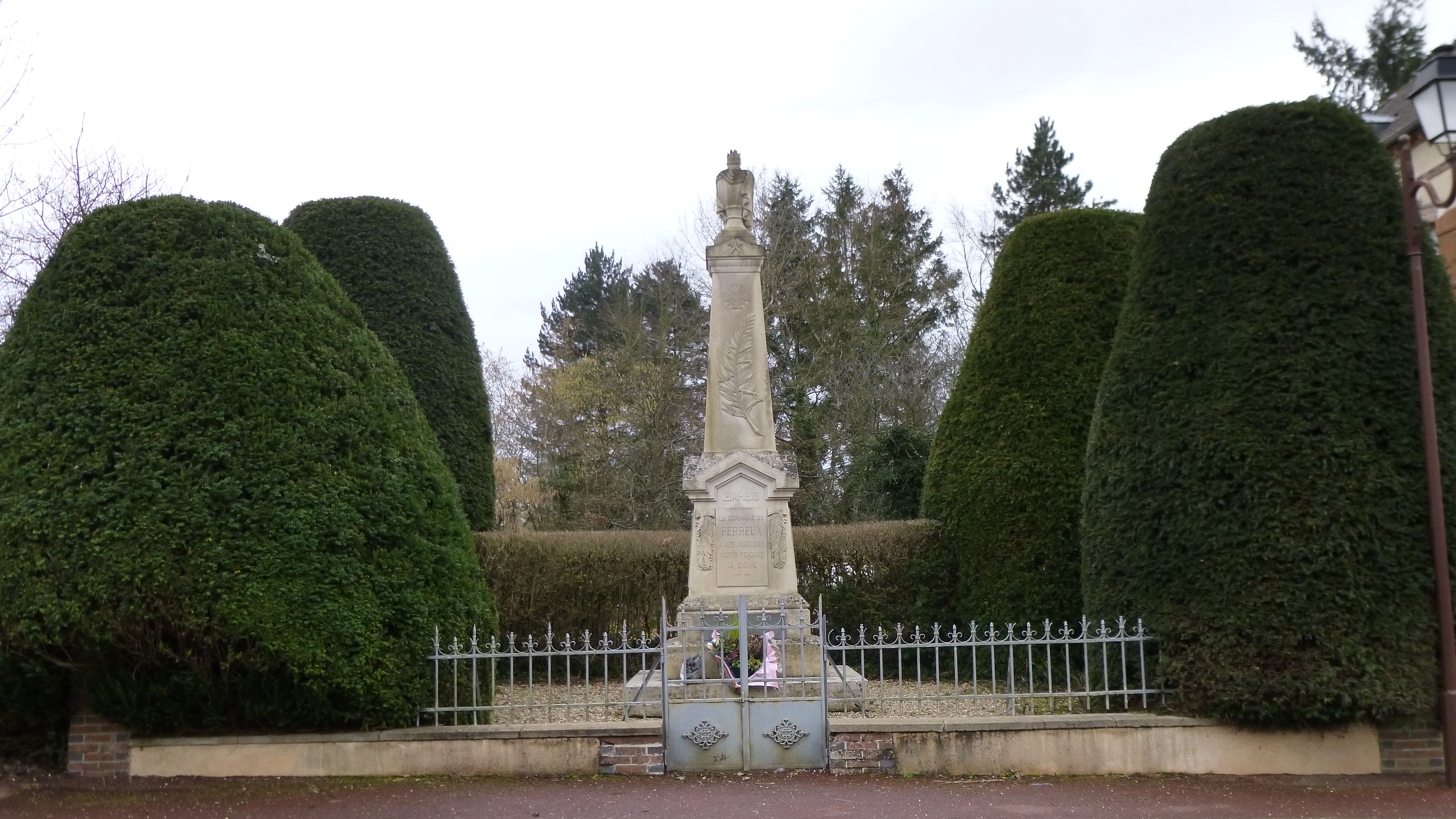
Monument aux morts

| Période                                  | Période | Identité        | Étiquette | Qualité            |
| ---------------------------------------- | ------- | --------------- | --------- | ------------------ |
| Les données manquantes sont à compléter. |         |                 |           |                    |
| mars 2008                                |         | Michel Courtois | UMP       | Conseiller général |

## Démographie
L'évolution du nombre d'habitants est connue à travers les recensements de la population effectués dans la commune depuis 1793. À partir du 1er janvier 2009, les populations légales des communes sont publiées annuellement dans le cadre d'un recensement qui repose désormais sur une collecte d'information annuelle, concernant successivement tous les territoires communaux au cours d'une période de cinq ans. 
Pour les communes de moins de 10 000 habitants, une enquête de recensement portant sur toute la population est réalisée tous les cinq ans, les populations légales des années intermédiaires étant quant à elles estimées par interpolation ou extrapolation. Pour la commune, le premier recensement exhaustif entrant dans le cadre du nouveau dispositif a été réalisé en 2005,.
En 2013, la commune comptait 335 habitants, en évolution de +9,48 % par rapport à 2008 (Yonne : −0,46 %, France hors Mayotte : +2,49 %).
| 1793 | 1800 | 1806 | 1821 | 1831 | 1836 | 1841 | 1846 | 1851 |
| ---- | ---- | ---- | ---- | ---- | ---- | ---- | ---- | ---- |
| 707  | 816  | 706  | 724  | 759  | 780  | 725  | 867  | 852  |

| 1856 | 1861 | 1866 | 1872 | 1876 | 1881 | 1886 | 1891 | 1896 |
| ---- | ---- | ---- | ---- | ---- | ---- | ---- | ---- | ---- |
| 871  | 852  | 871  | 797  | 801  | 839  | 775  | 777  | 716  |

| 1901 | 1906 | 1911 | 1921 | 1926 | 1931 | 1936 | 1946 | 1954 |
| ---- | ---- | ---- | ---- | ---- | ---- | ---- | ---- | ---- |
| 636  | 612  | 575  | 539  | 553  | 504  | 486  | 472  | 470  |

| 1962 | 1968 | 1975 | 1982 | 1990 | 1999 | 2005 | 2010 | 2013 |
| ---- | ---- | ---- | ---- | ---- | ---- | ---- | ---- | ---- |
| 369  | 333  | 286  | 267  | 251  | 270  | 297  | 329  | 335  |

## Entreprises et commerces
Le bourg a une boulangerie et deux restaurants dont l'un organise des dîners-spectacles.
Treize exploitations agricoles sont déclarées sur la commune. L'une vend des fromages de chèvre à la ferme, une autre ses produits de pépinière et des confitures maison.

## Lieux et monuments

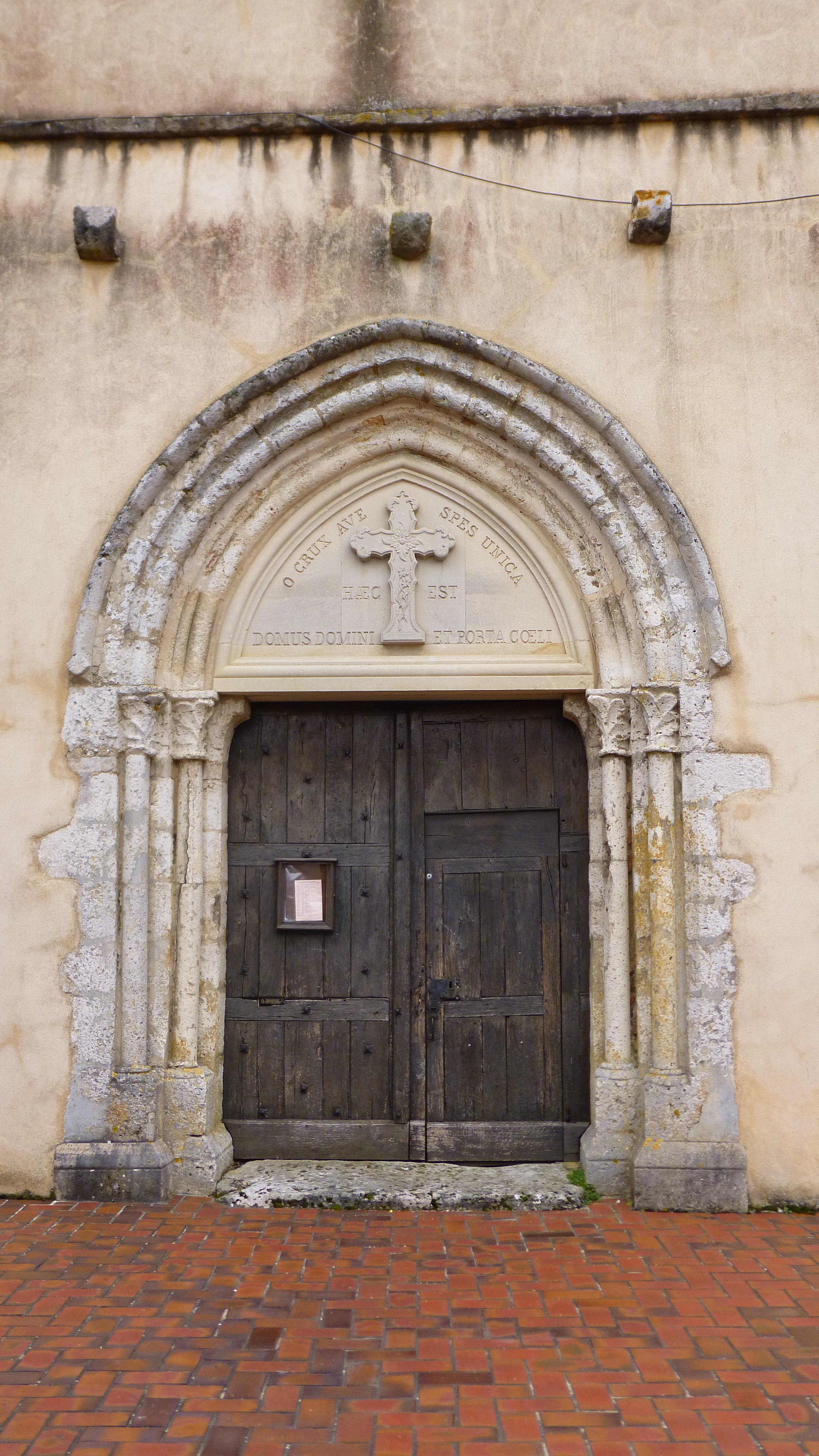
Porche de l'église

Le Château de Montigny est classé partiellement monument historique depuis 1997 .
L'église N-D de l'Assomption abrite des peintures murales en médaillons du XVIIIe siècle représentant le Christ et les apôtres, ainsi qu'un banc seigneurial classé.

Lavoir du Petit Moulin :
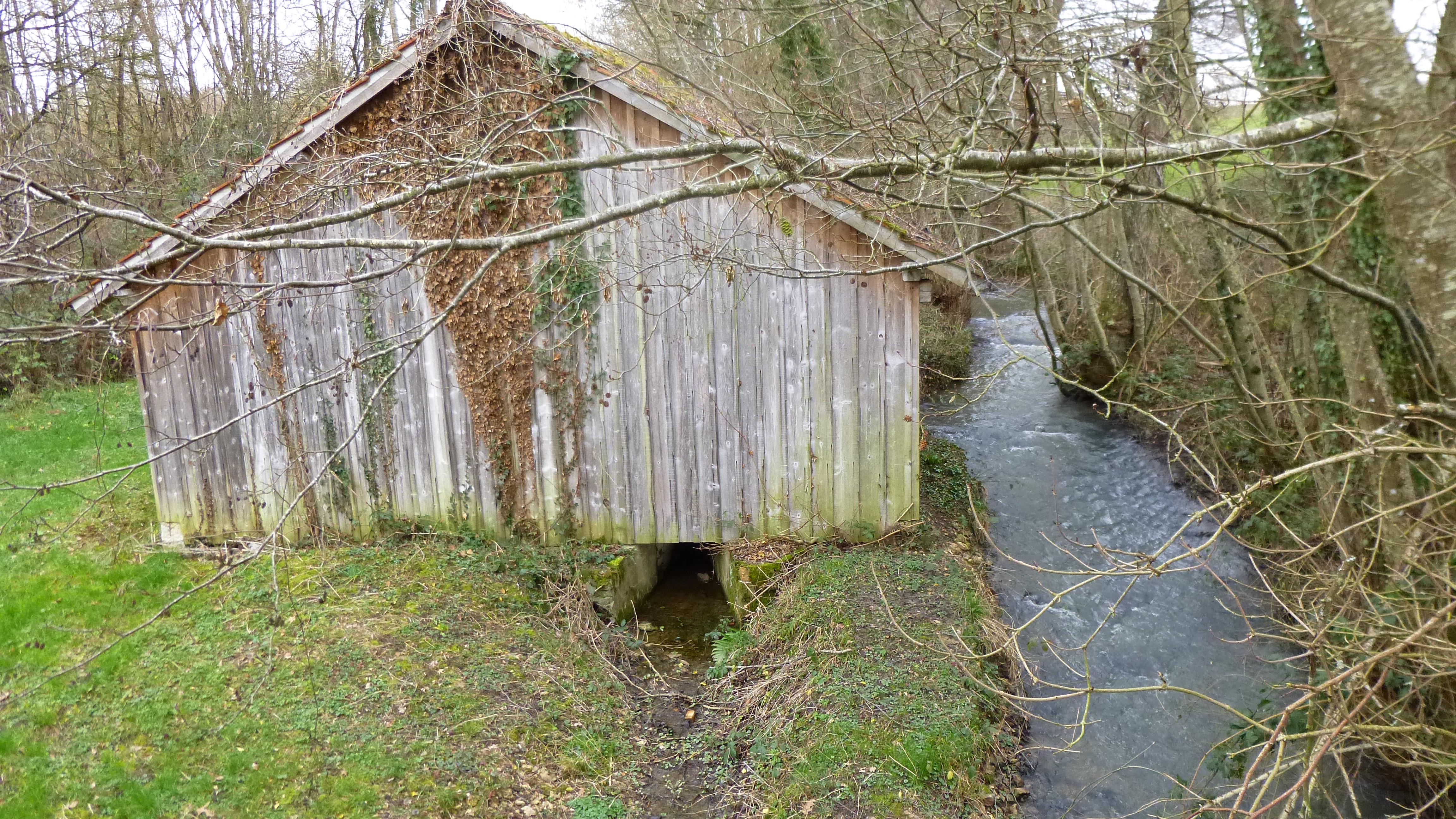
Lavoir sur le ru des Pierres au Petit Moulin
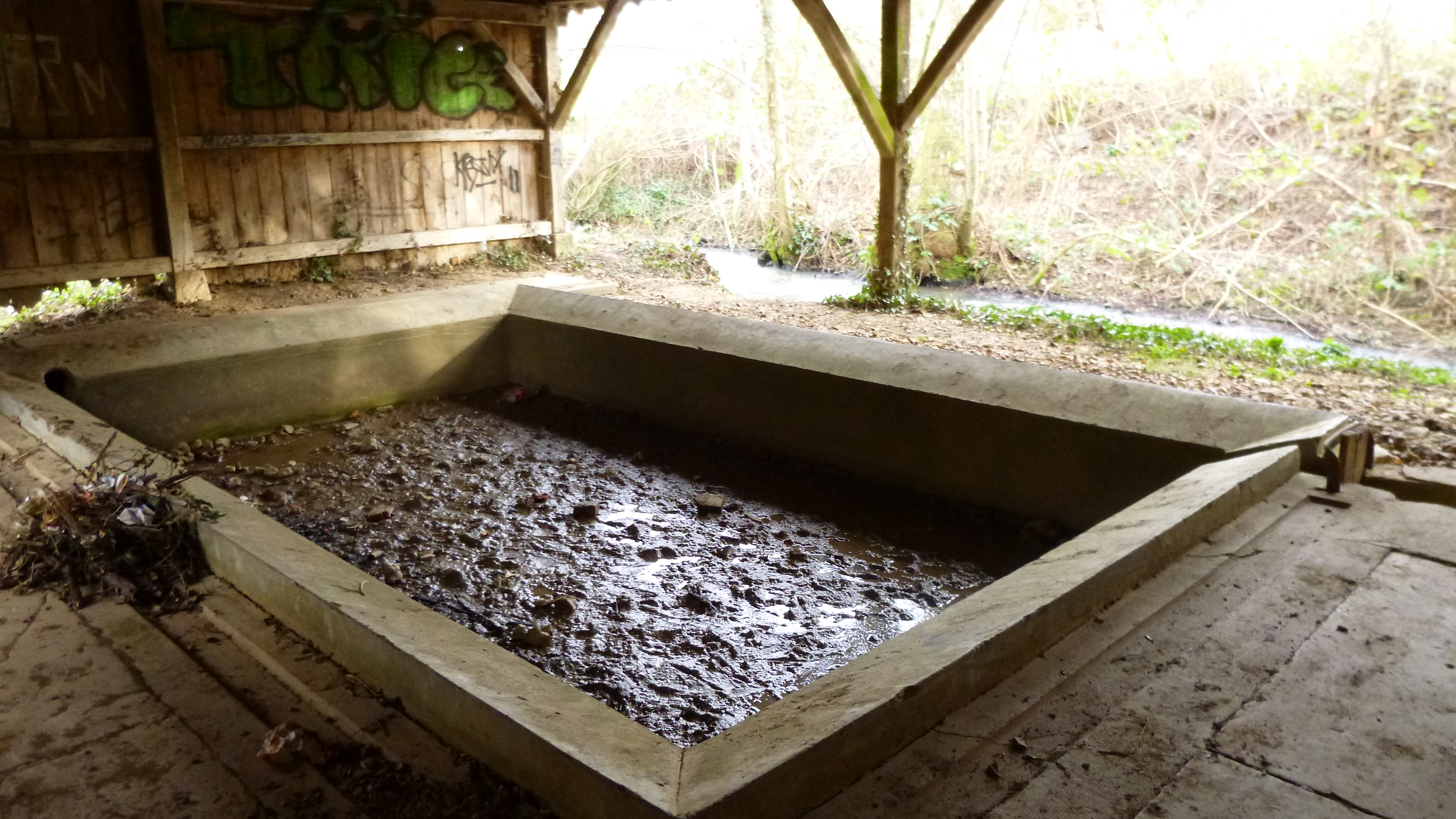
Le bassin du lavoir

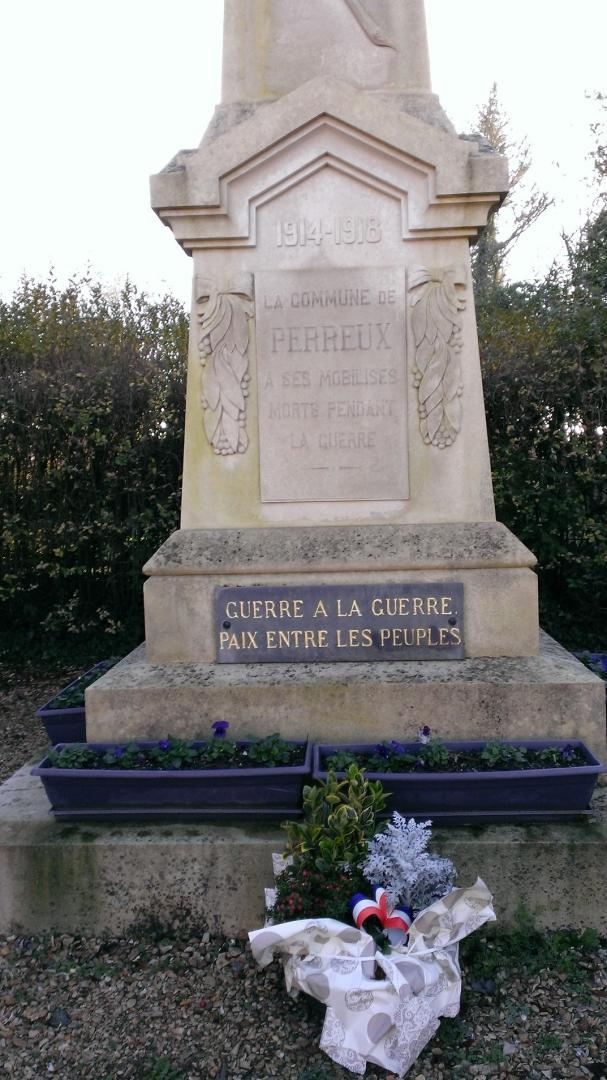
Monument aux morts pacifiste de Perreux

Le monument aux morts de la commune est l'un des 3 monuments aux morts pacifistes du département de l'Yonne, avec celui de Gy l'Evêque et celui de Chevillon. Sur le monument, érigé en 1925, une plaque est gravée avec la mention, redorée en 2020 : « Guerre à la guerre — Paix entre les peuples ».

## Patrimoine naturel
La commune inclut deux ZNIEFF.
La ZNIEFF des étangs, prairies et forêts du Gâtinais sud oriental totalise 15 600 ha répartis en de nombreux sites sur 27 communes et vise particulièrement les habitats d'eaux douces stagnantes ; les autres habitats inclus dans cette ZNIEFF sont des eaux courantes, des prairies humides et mégaphorbiaies, et des bois.
Au niveau local, cette ZNIEFF couvre le réseau hydrographique du Péruseau au début du parcours de ce dernier et dans une zone marquée par l'eau. Sur Perreux elle totalise 362 ha couvrant tout le sud de la commune, incluant les quatre plus grands étangs de la commune : l'étang de Brion, deux petits étangs voisins et l'étang de 1,8 ha dans le bois des Levrats.
La ZNIEFF du bois de Barre, dans le sud de la commune, est entièrement incluse dans la première ZNIEFF. Elle vise elle aussi principalement les eaux douces stagnantes, ici dans les bois uniquement. Elle couvre un total de 351 ha dont approximativement 100 ha sur Sommecaise où elle inclut l'étang des Bergeries et l'étang du Clocher ; 89 ha sur Perreux incluant l'étang de Brion, ses deux voisins et environ 80 ares de l'étang de 1,8 ha dans le bois des Levrats ; et 162 ha sur Grandchamp dont le bois de Barre. Le tout est parsemé de mares, sources et nombre de lieux humides.

## Loisirs
Le GR 13 atteint Perreux au sud du parc de Montigny et traverse la commune via les Tignys puis les Girandes. Il descend ensuite vers le moulin de la Coudre où il franchit le ru des Pierres, un joli coin tranquille aménagé avec une table et deux bancs. Il remonte ensuite vers Beauchamp, où il traverse les anciens fossés du manoir de la Coudre, puis quitte Perreux dans les bois de Glatigny.

Le GR 13 sur Perreux :
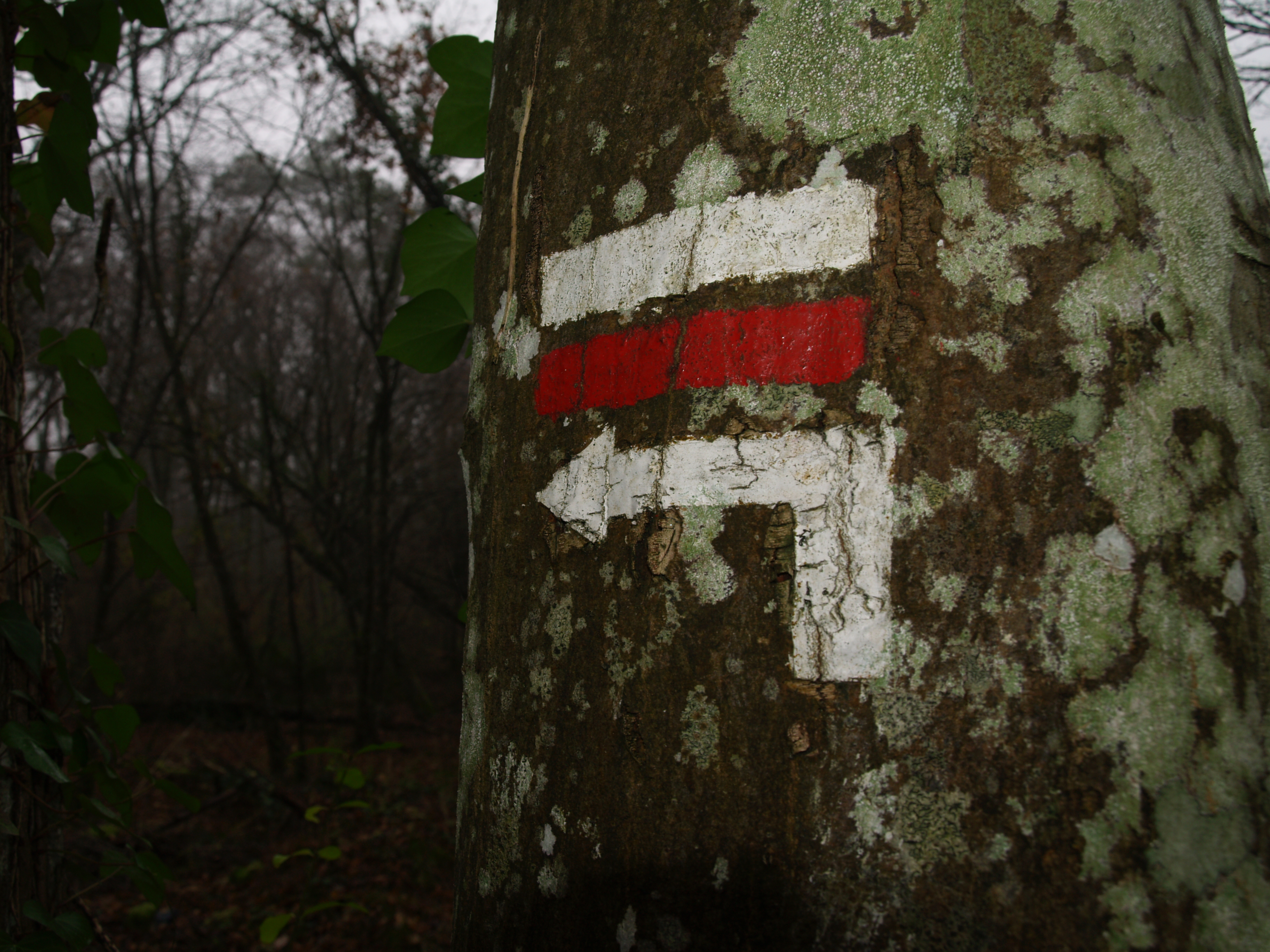
Signalétique du GR 13
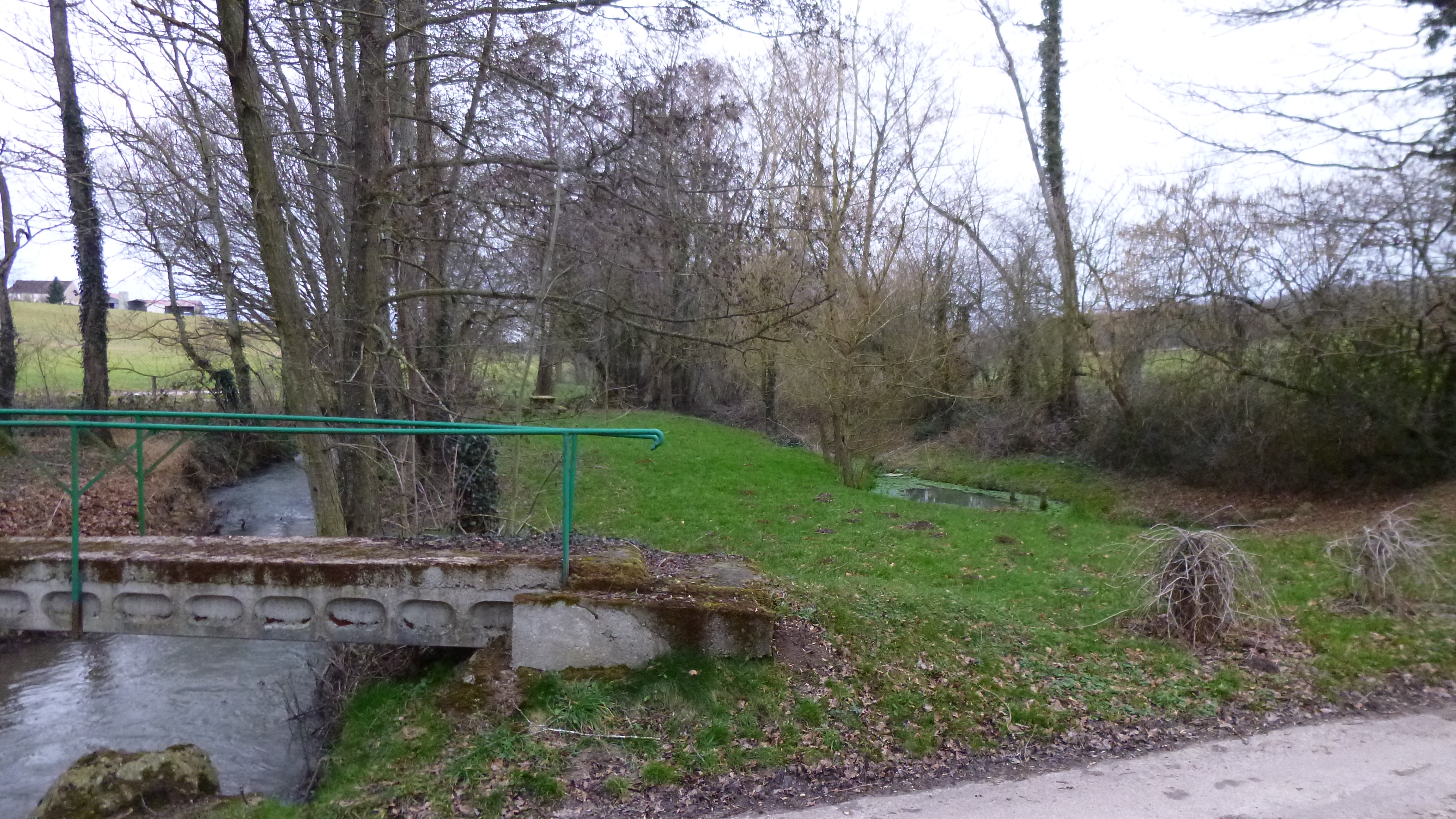
Passerelle du GR 13 au moulin de la Coudre

## Personnalités liées à la commune
- Jean Pierre Émile Dupré de Saint-Maure, écrivain et homme politique décédé sur la commune en 1854.

## Pour approfondir